# Pogonocherus taygetanus
Pogonocherus taygetanus là một loài bọ cánh cứng trong họ Cerambycidae.